# مجموعة شاندونغ وايكياو الرائدة
مجموعة شاندونغ وايكياو الرائدة ((بالصينية: 山东魏桥创业)، shawn-tung-_-way-CH'YOW) هي شركة صينية خاصة نشطة في صناعة المنسوجات ؛ وهي أيضًا الشركة الأم لمجموعة هونغكياو الصينية للألمنيوم .   

## روابط خارجية
- الموقع الرسمي